# ビバ!クイズ
『ビバ!クイズ』は、1974年4月1日から1993年4月2日まで北日本放送（KNB）テレビで放送されたクイズ番組である。本項では、2014年4月より2018年3月までKNBラジオのワイド番組『でるラジ』内で放送されていた『でるラジ小学校 ラジオでビバ!クイズ』についても記述する。

## 概要
小学生対象の勝ち抜き形式で、勝ち抜くと週チャンピオン大会に出場でき、さらに勝ち抜くと週チャンピオンとして豪華賞品を獲得できた。さらに週チャンピオンの同士の戦いとなるグランドチャンピオン大会に勝つと、北日本放送のキャスターと共にグアムへの海外旅行に行けるという、当時としては破格の懸賞付きクイズ番組であった。なお、勝ち抜けなくても1ポイントあたり、500円の図書券が賞品として進呈されていた。
1981年時点での回答者の座席はライチョウ・チューリップ・ホタルイカ・立山・合掌造りと富山県にちなんだものがマークとして使用されていた。基本的にはKNBのスタジオで収録を行っていたが、末期の1992年には富山市内にあった屋外プールで番組収録を行った事もあった。
富山県内をエリアとする鉄道・バス会社の富山地方鉄道をはじめとした「地鉄グループ」がスポンサーを務めた。末期の1991年にはAコープがスポンサーになっていた事がある。夕方の時間帯では報道・情報番組の『チャンネル1（後のいっちゃん★KNB）』と並ぶ、KNBの看板ローカル番組の一つでもあった。
富山県内で長年にわたって親しまれた人気番組であったが1993年4月2日の放送をもって番組は終了。19年の歴史に幕を閉じた。

## 全国的な知名度
ローカル局の自主制作ながら他県でも放送されていたことがあるほか、深夜ラジオ番組『ラジオはアメリカン』の「おもカセ」コーナーや、『青春キャンパス』の「天才・秀才・バカ」コーナーで、一時期番組の珍回答ネタが流行した。『青春キャンパス』のメインパーソナリティだった谷村新司はコンサートで富山を訪れた際、必ずと言っていいほど番組を視聴していたが、番組が終了したことを知り、コンサートの最中に谷村が「なんでビバ!クイズやめたんだよ!」と抗議の声を上げたといわれているなど、ローカル局ながら、KNBの番組の中では全国的な知名度の高い番組であった。

## 復活
1994年7月18日から7月29日まで、月曜 - 金曜 17:30 - 17:56の枠にて『帰ってきたビバ!クイズ』が放送されていた。
2002年には北日本放送の開局50周年を記念し、『ビバ!クイズスペシャル スーパークラスグランプリ』として復活。スタジオではなく屋外を舞台に小学校のクラスによる対抗形式がとられ、年1回の特別番組として2006年まで放送された。
また、2007年4月23日から4月26日までラジオ番組『コンビニラジオ相本商店いらっしゃいませ〜』の1コーナーとして「大人のビバクイズ」が放送された。

## でるラジ小学校 ラジオでビバ!クイズ
その後、2014年4月よりKNBラジオのワイド番組『でるラジ』の水曜コーナーで『洋太のでるラジ小学校 ラジオでビバ!クイズ』として2018年3月まで再び復活した。
このコーナーでは当時KNBアナウンサー荒瀬洋太が富山県内の小学校から校内放送との同時放送で生中継を行い、学校内で起こった3大ニュースを、児童がランキング形式で発表した後にクイズが開始される。なお、2018年1月時点では、でるラジ水曜日のパーソナリティは大沢綾子であり、このコーナーは毎週日曜日の8:30～9:00の『でるラジ小学校 ラジオでビバ!クイズDX』枠内にて同じく同年3月まで再放送されていた。

## 放送時間
- 北日本放送
  - 毎週月曜 - 土曜：18:50 - 19:00（1974年4月1日 - 1984年3月31日[5]）
  - 毎週月曜 - 金曜：17:45 - 18:00（1984年4月2日[6] - 1993年4月2日）

## 出演者
太字は出演当時のKNBのアナウンサーである。

### 司会者
- 玉木久雄（1974年–1976年）
- 鞍田朝夫（1976年–1980年）
- 相本芳彦（1980年–1985年）
- 瀧本真（1985年–1988年）
- 田村正浩（1988年–1989年）
- 湊晃（1989年–1992年）
- 湊晃・数家直樹（1992年–1993年）

### アシスタント
- 橘紀代美（1974年–1975年）
- 安田加代子（1975年–1976年）
- 遊道直美（1976年–1977年）
- 金沢敏子（1977年–1978年）
- 金山和美（1978年–1980年）
- 川崎光子（1980年–1983年）
- 中川宏子・小野原里佳（1983年–1984年）
- 大石あつ子（1984年–1985年）
- 小野原里佳・中川宏子・金沢敏子（1985年–1988年）
- 高木富子（1988年）
- 太田亜由美（1988年–1989年）
- 中川宏子（1989年–1990年）
- 福沢万里子（1990年–1992年）

### その他
- 友井昌美（音楽の問題出題のピアニスト、1974年–1989年）※2023年3月3日逝去。享年91歳。
- 数家直樹（なんじゃらほい博士、1989年–1991年）※後に司会者へ移行
- 佐藤栄治（なんじゃらほいお兄さん、1991年–1992年）
- 窪田千鶴（1992年–1993年）
- びばのすけ（マスコットキャラクター、1989年–1993年）

## 放送局
系列は現在の系列
| 放送地域 | 放送局     | 系列                          | 備考                                            |
| -------- | ---------- | ----------------------------- | ----------------------------------------------- |
| 富山県   | 北日本放送 | 日本テレビ系列                | 制作局                                          |
| 山梨県   | 山梨放送   | 日本テレビ系列                |                                                 |
| 福井県   | 福井放送   | 日本テレビ系列 テレビ朝日系列 | 1974年 - 1975年頃放送 月曜 - 土曜 17:30 - 17:40 |
| 石川県   | 石川テレビ | フジテレビ系列                | 1974年頃放送 月曜 - 金曜 16:50 - 17:00          |
| 滋賀県   | びわ湖放送 | 独立局                        |                                                 |